# 인바

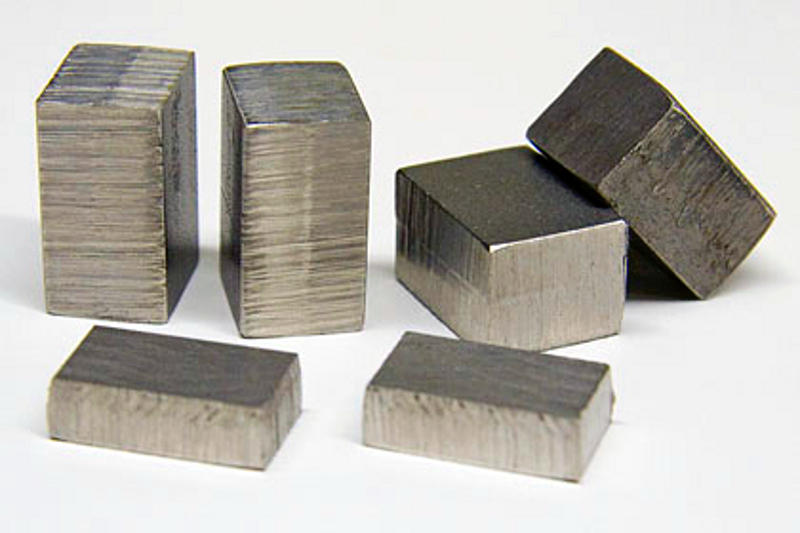
인바 견본

인바(invar)는 FeNi36(미국에서는 64FeNi)라고도 하며 고유하게 낮은 열팽창 계수(CTE)를 특징으로 하는 니켈-철 합금이다. 36%가 니켈, 64%가 철로 구성되어 있다.
열팽창계수가 가장 작은 니켈 36% 합금은 2°C에서 순니켈의 약 15분의 1, 철의 약 12분의 1의 팽창계수로 되며, 실용상의 100°C 정도에서는 팽창ㆍ수축이 거의 일어나지 않는다고 하여도 무방하다. 이 합금을 인바라고 하며, 시계의 진자(振子) 또는 표준척(標準尺) 따위에 쓰이고 있다.
한편 니켈－철 합금은 그 합금 조성(合金助成)을 바꿈으로써 열팽창계수를 바꿀 수가 있기 때문에, 예를 들자면 유리 따위의 열팽창계수(7∼10×10-6)와도 일치시킬 수가 있는 것이다. 이러한 합금이 전구의 리드선(lead 線)과 같은 유리 봉착용(封着用)으로서 이용된다.

## 같이 보기
- 엘린바